# Nita Talbot
Pour les articles homonymes, voir Talbot.
Nita Talbot est une actrice américaine née à New York le 8 août 1930.

## Biographie
Elle naît à New York d'une famille juive ashkénaze. Elle a une sœur actrice, Gloria Sokol, de son nom de scène Gloria Stone, née le 5 janvier 1929 et décédée le 13 mai 2014.
Elle commence sa carrière comme actrice dans le film de 1949 Always Leave Them Laughing (en). Elle s'est mariée deux fois à Don Gordon du 7 septembre 1954 au 11 avril 1958, et à Thomas Geas le 13 août 1961. Ils ont divorcé. Elle a donné naissance à son premier enfant à 31 ans, une fille, Nicole Geas, née le 28 mai 1962 à Los Angeles, en Californie.

## Filmographie
| Cinéma     | Cinéma                                                              | Cinéma                                        | Cinéma                                                                  |
| Année      | Film                                                                | Role                                          | Notes                                                                   |
| ---------- | ------------------------------------------------------------------- | --------------------------------------------- | ----------------------------------------------------------------------- |
| 1949       | Always Leave Them Laughing                                          | Showgirl                                      | Non créditée                                                            |
| 1950       | Femmes en cage (Caged)                                              | Inmate                                        | Non créditée                                                            |
| 1950       | This Side of The Law                                                | Miss Goff                                     |                                                                         |
| 1952       | On Dangerous Ground                                                 | Femme au bar                                  | Non créditée                                                            |
| 1956       | Le Bébé de Mademoiselle (Bundle of Joy)                             | Mary                                          |                                                                         |
| 1958       | I Married a Woman                                                   | Miss Anderson                                 |                                                                         |
| 1962       | L'Inconnu du gang des jeux (Who's Got the Action?)                  | Caroline Knight                               |                                                                         |
| 1965       | La Stripteaseuse effarouchée (Girl Happy)                           | Sunny Daze                                    |                                                                         |
| 1965       | Le Coup de l'oreiller (A Very Special Favor)                        | Mickey                                        |                                                                         |
| 1965       | Chambre à part (That Funny Feeling)                                 | Audrey                                        |                                                                         |
| 1967       | The Cool Ones                                                       | Dee Dee Howitzer                              | Autre titre : Cool Baby, Cool!                                          |
| 1972       | Buck et son complice (Buck and the Preacher)                        | Madame Esther                                 |                                                                         |
| 1975       | The Manchu Eagle Murder Caper Mystery                               | Jasmine Cornell                               |                                                                         |
| 1975       | Le Jour du fléau (The Day of the Locust)                            | Joan                                          |                                                                         |
| 1980       | Serial                                                              | Angela Stone                                  |                                                                         |
| 1980       | Island Claws                                                        | Rosie                                         | Autre titre : Night of the Claw                                         |
| 1982       | Les Croque-morts en folie (Night Shift)                             | Vivian                                        |                                                                         |
| 1982       | Quartier de femmes (The Concrete Jungle)                            | Shelly Meyers                                 |                                                                         |
| 1983       | Horror Star (Frightmare)                                            | Mme Rohmer                                    | Autre titre : Body Snatchers                                            |
| 1983       | Les Anges du mal (Chained Heat)                                     | Kaufman                                       |                                                                         |
| 1985       | Vacances de folie (Fraternity Vacation)                             | Mrs. Ferret                                   |                                                                         |
| 1985       | Movers and Shakers                                                  | Dorothy                                       |                                                                         |
| 1991       | Puppetmaster II                                                     | Camille Kenney                                | Direct-to-video release                                                 |
| 1992       | Amityville 1993 : Votre heure a sonné (Amityville: It's About Time) | Iris Wheeler                                  | Autre titre : Amityville 1992: It's About Time, direct-to-video release |
| Télévision |                                                                     |                                               |                                                                         |
| Année      | Titre                                                               | Rôle                                          | Notes                                                                   |
| 1952       | Tales of Tomorrow                                                   | Nicki                                         | 1 épisode                                                               |
| 1954       | Inner Sanctum                                                       | Millie                                        | 1 épisode                                                               |
| 1955       | Producers' Showcase                                                 | Olga                                          | 1 épisode                                                               |
| 1957       | Climax!                                                             | Esther Gardener                               | 1 épisode                                                               |
| 1958       | Fireside Theater                                                    | Sally                                         | 1 épisode                                                               |
| 1958       | Alfred Hitchcock Presents                                           | Louise Williams                               | 1 épisode The Percentage                                                |
| 1958       | Perry Mason                                                         | Iris Anderson                                 | 1 épisode                                                               |
| 1958       | Mickey Spillane's Mike Hammer                                       | Susan Reed                                    | 1 épisode                                                               |
| 1959       | The Lineup                                                          | Donna                                         | 1 épisode                                                               |
| 1959       | Maverick                                                            | Jeannie                                       | 1 épisode "Easy Mark"                                                   |
| 1959       | Peter Gunn                                                          | Rowena                                        | 1 épisode                                                               |
| 1959       | Johnny Staccato                                                     | Narcissa                                      | 1 épisode The Man in the Pit                                            |
| 1960       | The Jim Backus Show                                                 | Dora Miles                                    | Unknown épisodes                                                        |
| 1960       | The Man from Blackhawk                                              | Kay                                           | 1 épisode : In His Steps                                                |
| 1960       | Bonne chance M. Lucky (Mr. Lucky)                                   | Kitten Conner                                 | 1 épisode                                                               |
| 1960       | Les Incorruptibles (The Untouchables)                               | Alice                                         | 1 épisode                                                               |
| 1960       | Gunsmoke                                                            | Belle Ainsley                                 | 1 épisode                                                               |
| 1961       | Alfred Hitchcock présente (Alfred Hitchcock Presents)               | Carol Thorby                                  | 1 épisode                                                               |
| 1961       | Ombres sur le soleil (Follow the Sun)                               | Florence                                      | 1 épisode                                                               |
| 1962       | Les Incorruptibles (The Untouchables)                               | Renée Grayson                                 | 1 épisode                                                               |
| 1964       | The Lieutenant                                                      | Marie Newton                                  | 1 épisode                                                               |
| 1966       | Le Fugitif (The Fugitive)                                           | Paula Jellison                                | 1 épisode                                                               |
| 1966       | Le Virginien (The Virginian)                                        | Melinda                                       | 1 épisode                                                               |
| 1966–1971  | Papa Schultz (Hogan's Heroes))                                      | Marya                                         | 7 épisodes + Emmy Nomination                                            |
| 1966       | Daniel Boone                                                        | Sylvie Du Marais                              | Épisode The Search                                                      |
| 1967       | Bonanza                                                             | Gladys                                        | 1 épisode                                                               |
| 1967       | The Monkees                                                         | The Assistant                                 | 1 épisode                                                               |
| 1967       | Mannix                                                              | Edna Dacey                                    | 1 épisode                                                               |
| 1968       | Gomer Pyle, U.S.M.C.                                                | Pola Prevost                                  | 1 épisode                                                               |
| 1971       | Love, American Style                                                | Connie                                        | 1 épisode                                                               |
| 1972       | Ma sorcière bien-aimée (Bewitched)                                  | Mrs. Rollnick                                 | 1 épisode                                                               |
| 1973       | Columbo                                                             | Marsha                                        | 1 épisode, A Stitch in Crime                                            |
| 1973       | Needles and Pins                                                    |                                               | 1 épisode, "The Endangered Species"                                     |
| 1973       | The Partridge Family                                                | Doris                                         | 1 épisode                                                               |
| 1973       | Here We Go Again                                                    | Judy Evans                                    | 13 episodes                                                             |
| 1974       | Police Story                                                        | Teresa                                        | 1 episode                                                               |
| 1974       | The Rockford Files                                                  | Mildred Elias                                 | 1 episode                                                               |
| 1974       | Kolchak: The Night Stalker                                          | Paula Griffin                                 | 1 Episode, "The Werewolf"                                               |
| 1975       | Police Woman                                                        | Audrey Roth                                   | 1 episode                                                               |
| 1977       | All In The Family                                                   | Marcia (woman arguing with husband on subway) | 1 épisode                                                               |
| 1978       | CHiPS                                                               | Driving Instructor                            | 1 episode                                                               |
| 1977–1978  | Soap                                                                | Sheila Fine                                   | 3 episodes                                                              |
| 1979       | Drôles de dames (Charlie's Angels)                                  | Willamena                                     | 1 episode                                                               |
| 1979       | Supertrain                                                          | Rose Casey                                    | 5 episodes                                                              |
| 1980       | Cher Inspecteur (Nobody's Perfect)                                  | Lush                                          | 1 épisode                                                               |
| 1984       | Les Enquêtes de Remington Steele (Remington Steele)                 | Shirley Mellish                               | 1 épisode                                                               |
| 1985       | Les deux font la paire (Scarecrow and Mrs. King)                    | Wilma                                         | 1 épisode                                                               |
| 1987       | It's a Living                                                       | Rose                                          | 1 épisode                                                               |
| 1989       | Jake Spanner, Private Eye                                           | Nurse                                         | Téléfilm                                                                |
| 1990       | Gabriel Bird (Gabriel's Fire)                                       | Laura Pickles                                 | 1 épisode                                                               |
| 1991       | The New Adam-12                                                     | Madam Lousanga                                | 1 épisode                                                               |
| 1994       | Empty Nest                                                          | Mrs. Koontz                                   | 1 épisode                                                               |
| 1995       | Pig Sty                                                             | Cecile                                        | 1 episode                                                               |
| 1997       | Spider-Man: The Animated Series                                     | Anastacia Hardy                               | Voice                                                                   |